# Tomicobia longitemporum
Tomicobia longitemporum är en stekelart som beskrevs av Yang 1996. Tomicobia longitemporum ingår i släktet Tomicobia och familjen puppglanssteklar. Inga underarter finns listade i Catalogue of Life.